# Anna van Pommeren
Anna van Pommeren (Barth, 3 oktober 1590 - Stolp, 7 juli 1660) was de jongste dochter van hertog Bogislaw XIII van Pommeren en Clara van Brunswijk-Lüneburg. Op 4 augustus 1619 trouwde ze met Ernst van Croÿ, een zoon van Karel Filips van Croÿ. In 1637 stierf haar broer Bogislaw XIV kinderloos, waardoor Anna de laatste vertegenwoordiger van de Pommerse Greifendynastie werd. Samen met haar zoon Ernst Bogislaw van Croÿ erfde ze de persoonlijke bezittingen van de dynastie, terwijl het hertogdom Pommeren betwist werd door Zweden en Brandenburg. Anna stierf in 1660 in het kasteel van Stolp.
- Digitale Bibliotheek voor de Nederlandse Letteren: pomm001
- Gemeinsame Normdatei: 10431351X
- Virtual International Authority File: 27500353
- WorldCat: E39PBJvd4FXVXQhDQyJpTrBHG3